# Portopalo di Capo Passero
Portopalo di Capo Passero – miejscowość i gmina we Włoszech, w regionie Sycylia, w prowincji Syrakuzy.
Według danych na rok 2004 gminę zamieszkiwało 3500 osób, 250 os./km².